# Хайде в пандиза
„Хайде в пандиза“ (на английски: Let's Go to Prison) е американски комедиен филм от 2006 г. на режисьора Боб Оденкърк, базиран на нехудожествената книга „Отиваш в затвора“ на Джим Хогшър. Във филма участват Декс Шепърд, Уил Арнет, Шай Макбрайд и Дейвид Коехнер. Филмът е пуснат по кината на 17 ноември 2006 г.